# Prinsengracht 927
Prinsengracht 927 is een gebouw aan de Prinsengracht in Amsterdam-Centrum. Aan de overzijde van de gracht staat het Maison Descartes.
Van 1882 tot en met 1884 werd hier gebouwd aan de Elisabeth Wolffschool, een meisjesschool van de vierde klasse, dat wil zeggen meisjes uit de gegoede gezinnen; het was de duurste klasse. Niet ver van deze school werd tegelijkertijd gebouwd aan eenzelfde school aan het Molenpad 15-17, eveneens vierde klasse. Ook hier duurde de bouw langer dan gepland. In september 1883 konden de ouders leerlingen inschrijven voor 70 gulden per jaar, met de mededeling dat de school op 1 februari 1884 geopend zou worden. De school zou geleid worden door mejuffrouw M.R. Hon-Hon. Bij de opening werd een buste van Elisabeth Wolff geplaatst afkomstig uit het atelier van Sara Stracké-van Bosse.
De school maakte roerige tijden mee. Haar zuster op onderwijsgebied, de Agatha Dekenschool op het Molenpad sloot haar deuren (als school) in 1901. In de jaren 1926 tot 1928 gingen de gebouwen ten zuiden van de E. Wolffschool tegen de vlakte om plaats te maken voor de verbreding van de Vijzelstraat en bouw van  Amstelstein, een gebouw van Jo van der Mey. Datzelfde gebouw ging in 1963 weer tegen de vlakte, omdat er constant mankementen waren tot gedeeltelijke instortingen aan toe. Van 1963 tot 1969 lag dat terrein braak. Vanaf dat jaar werd er gebouwd aan de Vijzelbank van Marius Duintjer. Al die tijd bleef de Elisabeth Wolffschool open. Eind jaren zeventig braken sombere tijden aan voor de school. Gezinnen vertrokken uit de binnenstad (de woningen werden naar de eisen van de ouders te klein voor het stichten van een gezin) en de school kreeg onvoldoende leerlingenaanbod (ook de reden dat de Agatha Dekenschool verplaatste). Eind 1983 waren er nog (maar) 46 leerlingen. De gemeentelijk inspectiedienst had de ouders er al in februari 1983 op gewezen, dat er onvoldoende leerlingen waren. Het minimum voor handhaving was dertig kleuters en vijfennegentig leerlingen. Een poging omdat aantal te halen door er balletklassen in te stellen leverde onvoldoende nieuwe aanwas op. In december 1983 viel het doek voor deze school en zes andere; er zou geen jaarleergang 1984/1985 meer zijn. De leerlingen moesten voortaan naar scholen in Amsterdam-Zuid. Vanaf 1984/1985 werd er nog wel lesgegeven in de gebouwen, er werd (een deel van) de particuliere onderwijsinstelling Luzac College in gevestigd. Die instelling hield het daar een aantal jaren vol. Begin 21e eeuw werd het gehele gebouw omgebouwd tot drie luxe appartementen, waarbij zowel uiterlijk als het binnenwerk zoveel mogelijk bewaard bleef. Dat was verplicht, want dezelfde gemeente die de school had gesloten, benoemde het gebouw in 2005 tot gemeentelijk monument (207048).
Het gebouw is ontworpen door de Dienst der Publieke Werken waar toen Willem Springer (deels) verantwoordelijk was voor de scholen. Bastiaan de Greef was toen zijn baas, maar in de neorenaissancestijl van het gebouw is de hand van Springer zichtbaar. Het gebouw kent drie verdiepingen met daarboven een uitkragende daklijst en zolderetage onder een schilddak. Het geheel staat op een natuurstenen plint. In tegenstelling tot het gebouw aan het Molenpad is het (relatief) smal. Er zijn ook overeenkomsten met het uiterlijk met die school. De rechthoekige ramen op de begane grond hebben geen versieringsbogen, de ramen op de eerste en tweede etage wel. De versieringsbogen op de eerste etage zijn daarbij enigszins afgeplat, terwijl die op de tweede etage een rondere vorm hebben. Alle ramen hebben daarbij natuurstenen omraming. Onder de bogen zijn sgraffitto-motieven aangebracht. De zolderetage heeft een stenen met natuursteenelementen versierde dakkapel met daarboven een fronton. De kroonlijst lijkt daarbij gedragen te worden door stenen consoles. Wat aan de buitenzijde van het gebouw ontbreekt is de toepassing van een risaliet, al is een restant daarvan wel te zien in de omlijsting van de toegangsdeur, waarboven nog natuurstenen versieringen zijn aangebracht, bestaande uit onder meer een uitkragende lijst en twee snijraam. Daarboven is onder een fronton het Wapen van Amsterdam te zien met de drie Andreaskruizen ingebed tussen kleine klauwstuken. Het geheel is opgetrokken in rode en gele stenen. Onder het middelste raam op de eerste verdieping is nog een natuurstenen plaat te zien met de naam "Elisabeth·Wolff·School".

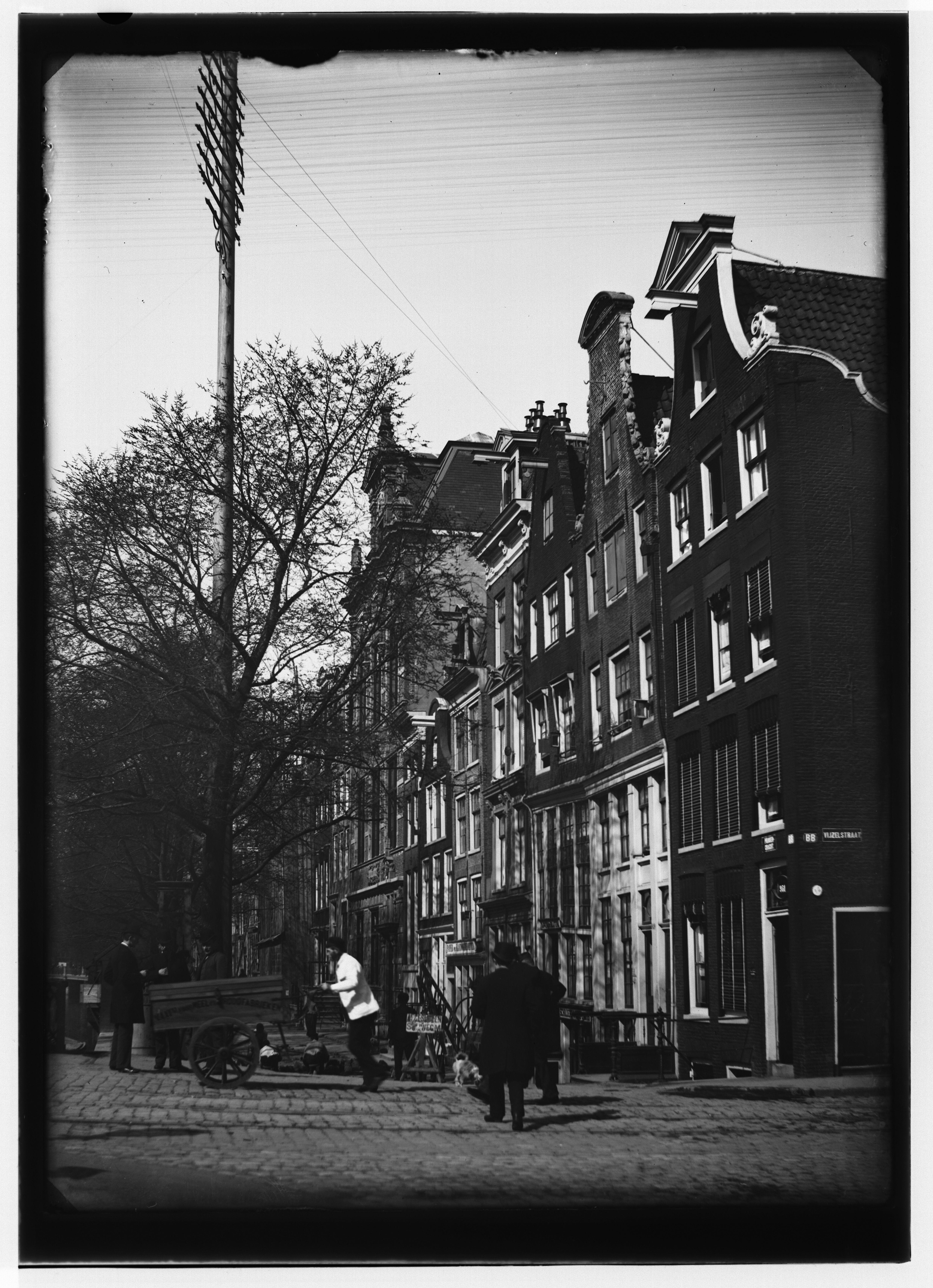
Het gebouw in 1891 door Jacob Olie (zevende van rechts) met links een Treubpaal van de gemeentetelefoon
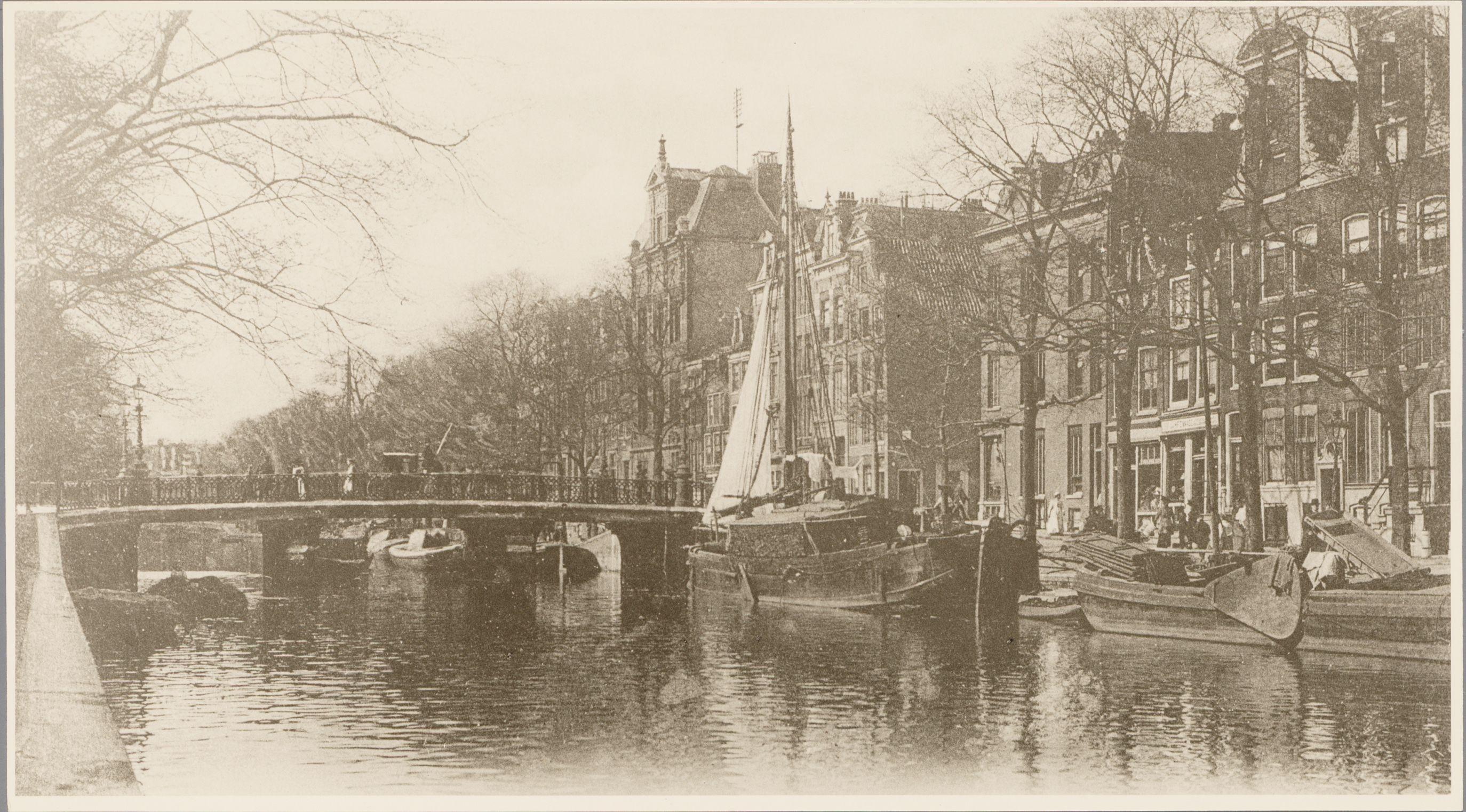
Het gebouw steekt in 1910 boven alles uit
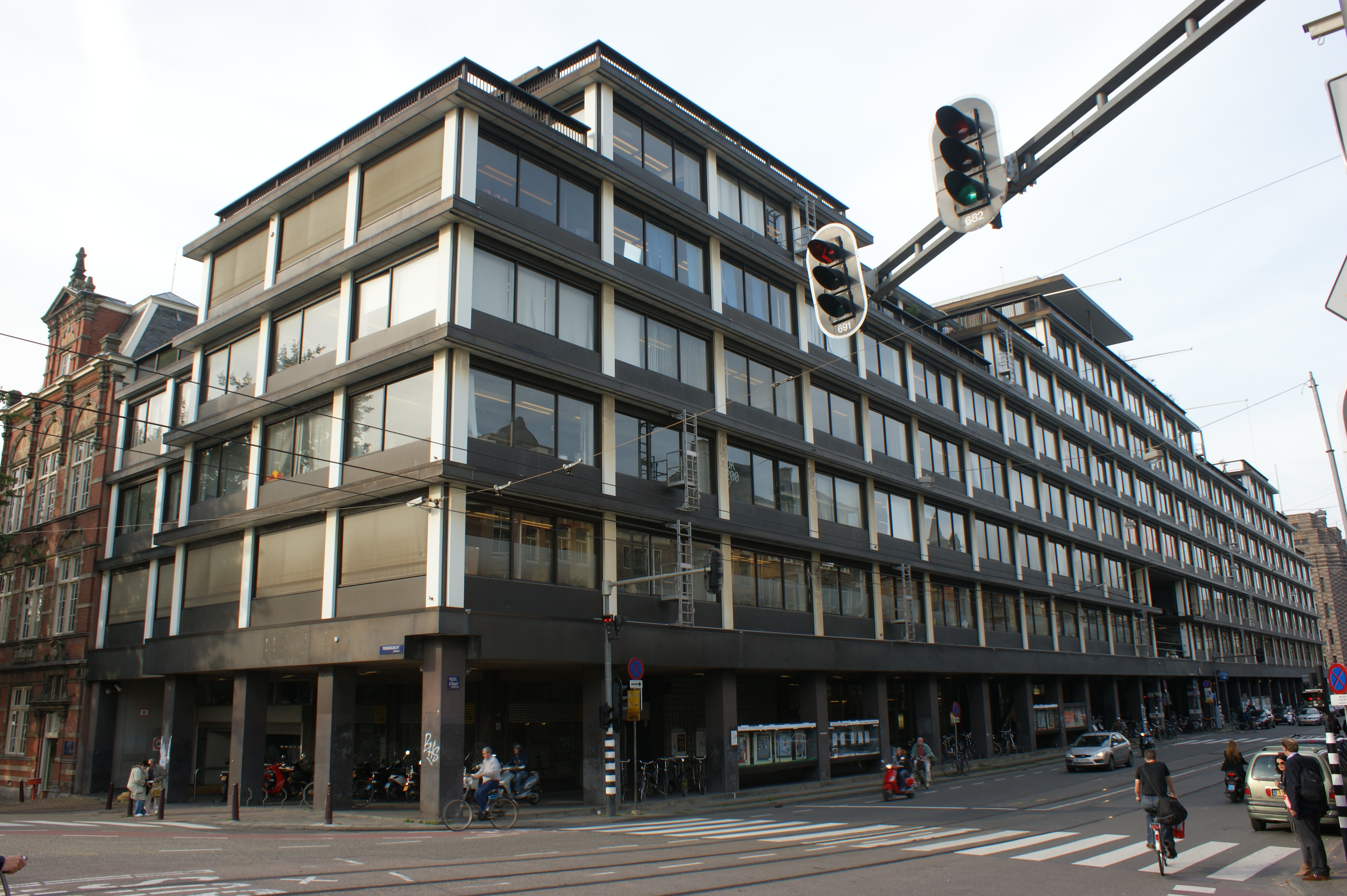
Creaties van Springer en Duintjer naast elkaar in 2010